# Licencia Arte Libre
La Licencia Arte Libre es una licencia Copyleft, sometida al derecho francés, que permite copiar, distribuir y modificar libremente la obra que protege, respetando los derechos morales de su autor.
Permite a los usuarios hacer mayor uso de las obras; facilita el acceso a éstas permitiendo ampliarlas y enriquecerlas siempre haciendo referencia al autor original de la obra.
El fin de esta licencia es definir las condiciones de libre disfrute de la obra.
Surgió del encuentro de Copyleft Attitude que tuvo lugar en Accès Local et Public en París a principios de 2000, que permitió el encuentro de informáticos y actores del Copyleft con artistas contemporáneos y gentes del mundo del arte.

## Antecedentes
Para los creadores de la licencia el Copyright impone a los usuarios restricciones de acceso a las obras creativas, son muchos los privilegios que tienen los usuarios sobre sus obras, el control del Copyright es excesivo. Las obras se convierten en objetos comerciales y los usuarios en meros consumidores. El conocimiento, la creación y la cultura son recursos que deben permanecer libres para seguir siendo lo que son: conocimientos y creación. Crear es descubrir lo desconocido, un acto que crea la realidad sin pretensión realista. 
En todo ello radica la razón de ser de la Licencia Arte Libre: promover y proteger prácticas artísticas liberadas de las reglas exclusivistas de la economía de mercado.

## Características

### Libre copia o reproducción
El usuario es libre de copiar la obra para su uso personal, el de sus conocidos o de cualquier otra persona, sin restricción alguna en cuanto al procedimiento empleado.

### Libre modificación
El usuario es libre de modificar copias de la obra original o cualquiera derivada de ésta, entera o parte ella.
Al contribuir libremente a la evolución de esta obra, se compromete a ofrecer a los demás usuarios los mismos derechos sobre su propia contribución que esta licencia de la obra original le concedió.

### Libre distribución, interpretación y representación
El usuario es libre de distribuir copias de la obra, modificadas o no, en cualquier soporte, en cualquier lugar, con lucro o sin él, siempre respetando estas condiciones:
- Las copias irán acompañadas de la licencia y mostrarán la ubicación exacta de la licencia.
- Deberá aparecer el nombre del autor de la obra original y el lugar donde conseguirla.
- No se permiten sublicencias, se debe respetar la licencia de la obra original.

### Vigencia de la licencia
Esta licencia entra en vigor tras la aceptación de los términos contenidos. Tiene la misma vigencia que los derechos de autor asociados a la obra. En caso de no respetar los términos de esta licencia, perderá automáticamente los derechos concedidos.
No podrá valerse de las libertades otorgadas por la licencia en caso de estar sometido a un régimen jurídico que le impida respetar los términos de esta licencia, .

### Versiones de la licencia
Esta licencia puede ser modificada regularmente por sus autores (copyleft attitude), con el fin de introducir mejoras, mediante nuevas versiones numeradas.

## Modo de empleo
Para beneficiarse de la Licencia Arte Libre, basta con acompañar su obra de la mención siguiente:
- [nombre de la obra y comentar en qué consiste.]
- [una descripción de la obra modificada y el nombre del autor.]
- Copyright (c) [fecha] [autor] (en su caso, indicar los autores anteriores)
- Copyleft : Esta obra es libre, puede redistribuirla o modificarla de acuerdo con los términos de la Licencia Arte Libre.